# Greg Stemrick
Gregory Earl Stemrick (25 de outubro de 1951 - Cincinnati, 2 de agosto de 2016) foi um ex-profissional de defensive back do futebol americano na NFL dos Houston Oilers e New Orleans Saints. Antes de sua carreira profissional, Stemrick jogou no Estado do Colorado. Ele então jogou no Chicago Fire da WFL.